# Matsunoo-taisha
Le Matsunoo-taisha (松尾大社, « grand sanctuaire de Matsunoo »), anciennement « Matsunoo-jinja » (松尾神社), est un sanctuaire shinto situé près du district d'Arashiyama à l'ouest de Kyoto. C'est l'un des plus importants des vingt-deux sanctuaires du shintoïsme.

## Histoire
Matsunoo-taisha a été fondé en 701 dans le voisinage d'une source considérée sacrée par le clan Hata, ce qui en fait l'un des plus anciens de Kyoto. Selon la légende, lors du déménagement de la capitale de Nagaoka à Kyoto, un noble a vu une tortue se baigner sous la chute d'eau et y a créé un sanctuaire.
Le sanctuaire bénéficie de la protection impériale au début de l'époque de Heian. En 965, l'empereur Murakami ordonne que des messagers impériaux soient envoyés aux kamis gardiens du japon pour les tenir informés des événements importants. Ces heihaku sont d'abord envoyés à seize sanctuaires dont celui de Matsunoo.
De 1871 à 1946, le nouveau système de classement des sanctuaires désigne officiellement Matsunoo-taisha comme l'un des kanpei-taisha (官幣大社), c'est-à-dire qu'il figure au premier rang des sanctuaires soutenus par le gouvernement.
Il n'a obtenu le rang de taisha qu'après la Seconde Guerre mondiale.

## Particularités du sanctuaire
Les kamis du sanctuaire sont Ō-yamagui-no-kami — encore appelé Ō-yama-kui — et Nakatsu-shima-hime-no-mikoto. Le go-shintai de Ō-yama-kui est une antique statue de bois. Il est traditionnellement considéré comme un kami de l'eau, le « kui » de son nom étant lu comme « eau » (contrairement à Hie-taisha, où il est considéré comme un kami de la montagne). Il est également considéré comme le kami du brassage et du saké, et dans les sanctuaires secondaires de Matsunoo-taisha se trouvent toujours de grandes quantités de saké à titre d'offrandes.
Dans le cadre d'une cérémonie appelée « Shinkō-sai », Ō-yama-kui est porté pendant vingt jours dans un mikoshi auprès de divers sanctuaires temporaires (o-tabisho) des environs, dont le site de l'ancien sanctuaire Saiji avec lequel Matsunoo-taisha entretenait des relations particulièrement étroites.
Tsukiyomi est vénéré dans un sanctuaire voisin nommé Tsukiyomi-jinja.
Le sanctuaire abrite aussi un musée dans lequel est expliquée la production du saké. En effet, les propriétés réparatrices de l'eau de la source ont amené de nombreuses sociétés locales productrices de saké et de miso à s'installer près du sanctuaire dans l'espoir que leurs produits seront « bénis ». Considéré comme saine, l'eau de la cascade du temple est recueillie et emportée par les visiteurs.
Le sanctuaire propose également un kinpaku, feuille d'or pliée et remplie de miki, du saké béni, durant le rituel hatsumode.
La porte, avec deux statues de gardiens — ce qui est inhabituel pour un sanctuaire shinto — et les jardins constituent d'intéressantes attractions.

## Galerie d'images

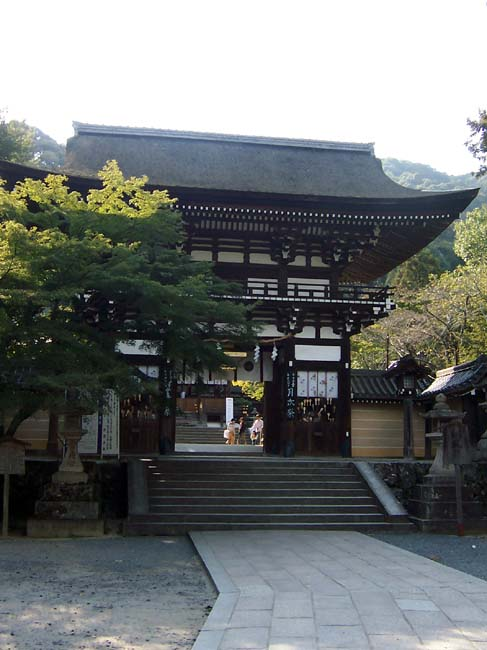
Porte avant.
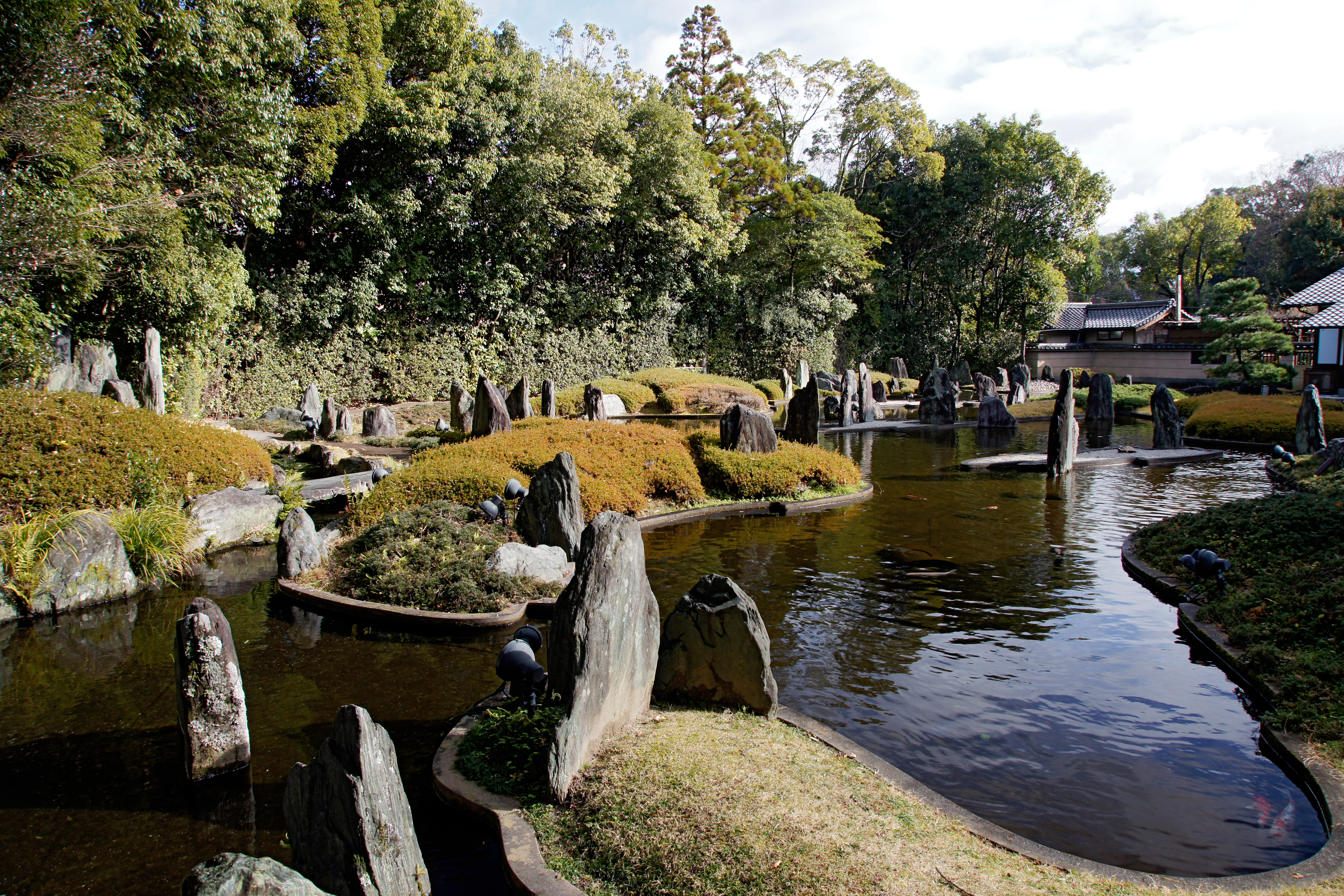
Jardin Horai de Shofuen.
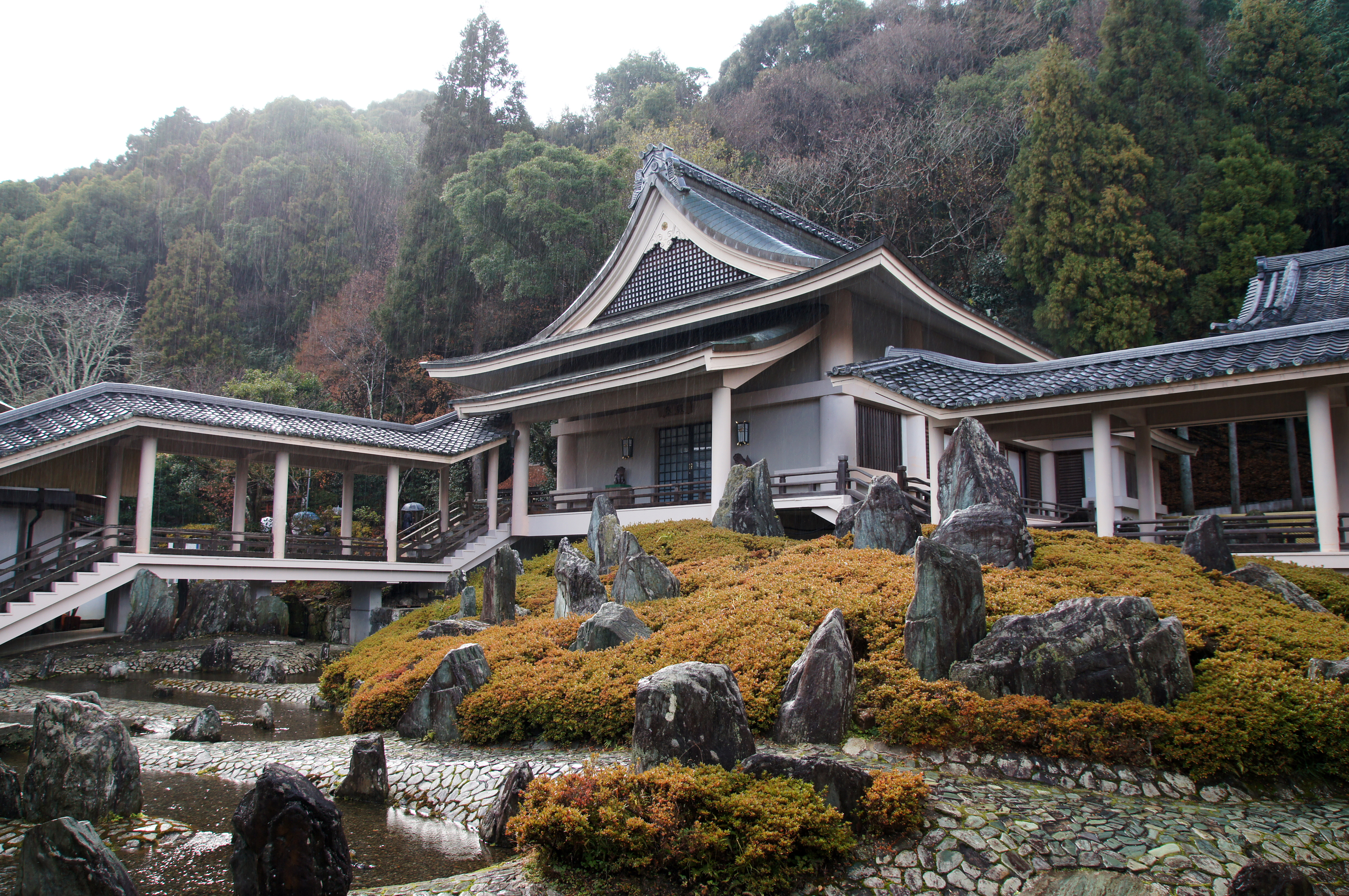
Jardin Kyokusui de Shofuen.
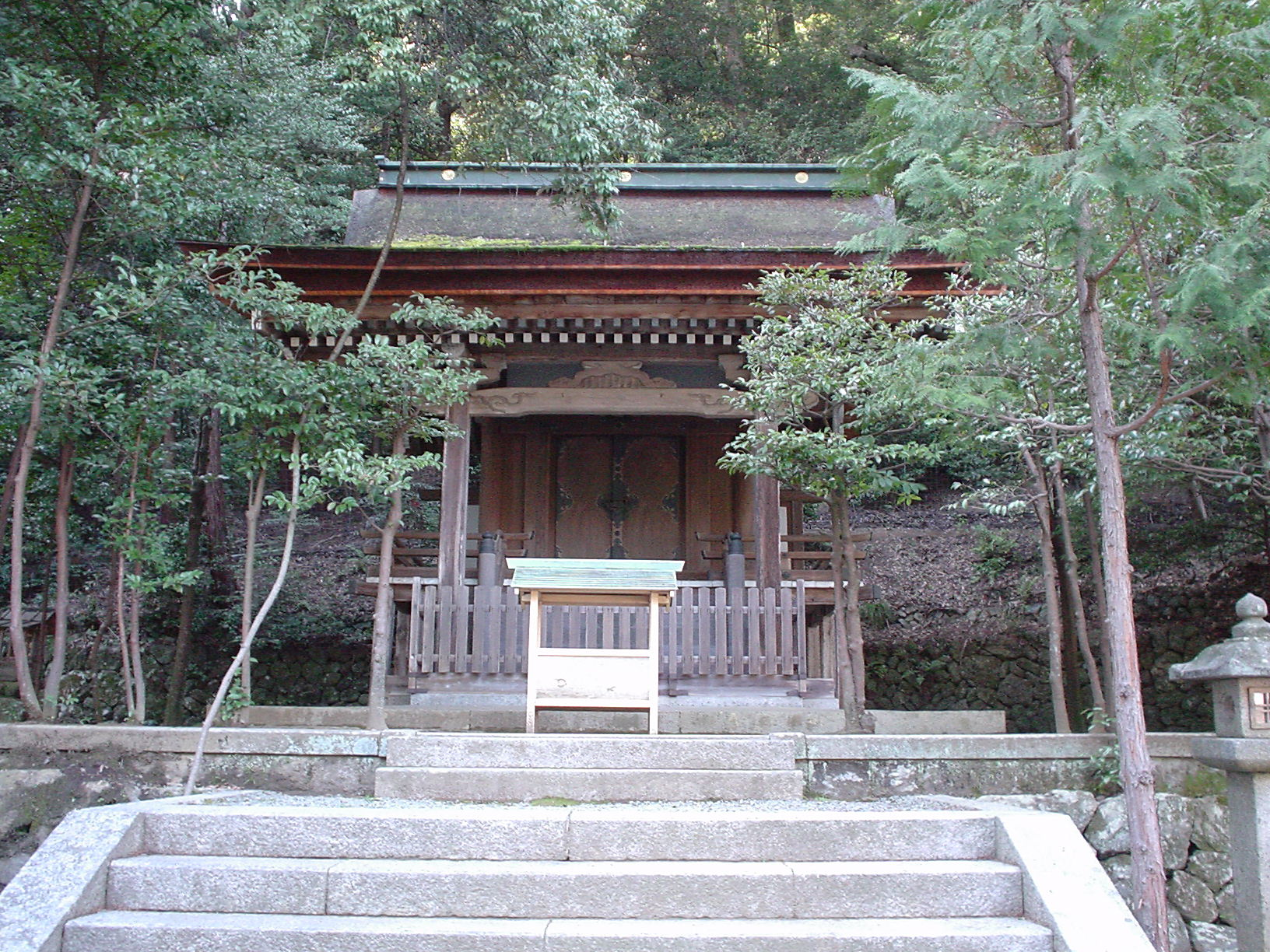
Sanctuaire à Tsukuyomi.